# Aérodrome de Wick
L'aéroport de Wick John O'Groats (code IATA : WIC • code OACI : EGPC) est situé à 1,9 km au nord de la ville de Wick, dans le Caithness, à l'extrémité nord-est du continent de l'Écosse. Il est géré par Highlands and Islands Airports Limited.

## Statistiques
Pour des raisons techniques, il est temporairement impossible d'afficher le graphique qui aurait dû être présenté ici.

Voir la requête brute et les sources sur Wikidata.

## Situation

### Carte des aéroports d'Écosse
| Aberdeen Barra Benbecula Campbeltown Colonsay Dundee Eday Édimbourg Fair Isle Foula Glasgow Glasgow-Prestwick Inverness Islay Kirkwall North Ronaldsay Oban Papa Westray Sanday Stornoway Stronsay Sumburgh Tingwall Tiree Westray Wick |

## Compagnies aériennes et destinations
| Compagnies      | Destinations  |
| --------------- | ------------- |
| Eastern Airways | Aberdeen-Dyce |

Actualisé le 26/03/2023